# Ludwig Boltzmann
Ludwig Eduard Boltzmann (ur. 20 lutego 1844 w Wiedniu, Austria, zm. 5 września 1906 w Duino niedaleko Triestu, Włochy) – austriacki fizyk, pionier kinetycznej teorii gazów. Podał statystyczne objaśnienie II zasady termodynamiki.

## Życiorys

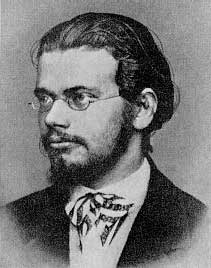
Boltzmann w wieku 24 lat (1869)

### Pochodzenie i kariera akademicka
Urodził się w 1844 roku w Wiedniu, będącym wówczas stolicą Cesarstwa Austriackiego. Studiował fizykę na Uniwersytecie Wiedeńskim. Był uczniem Josefa Loschmidta, Josefa Stefana, Andreasa von Ettingshausena i Józsefa Petzvala. Doktorat uzyskał pod kierunkiem Josefa Stefana w 1866 roku. Rozprawa doktorska dotyczyła kinetycznej teorii gazów. Po obronie doktoratu pracował jako asystent Stefana. W 1869 roku Boltzmann otrzymał posadę profesora fizyki na Uniwersytecie w Grazu. Był ponadto profesorem na Uniwersytetach w Wiedniu, Monachium i Lipsku.
Prace Boltzmanna nie były akceptowane przez ówczesne środowisko fizyków. Był obrońcą teorii atomistycznej budowy materii, która była na przełomie XIX i XX wieku mocno krytykowana. Jego najważniejszymi adwersarzami byli Ernst Mach oraz Wilhelm Ostwald. Boltzmann zginął śmiercią samobójczą. Powiesił się w czasie wakacji w miejscowości Duino we Włoszech. Jego śmierć była spowodowana najprawdopodobniej przez depresję wynikającą z niezdiagnozowanej choroby afektywnej dwubiegunowej.
Został pochowany na Cmentarzu Centralnym w Wiedniu. Na jego grobie wyryto wzór:
{\displaystyle S=k\cdot \log W.}

### Życie prywatne
Był żonaty z Henriette von Aigentler, z którą miał czwórkę dzieci: dwie córki i dwóch synów.

## Dokonania naukowe

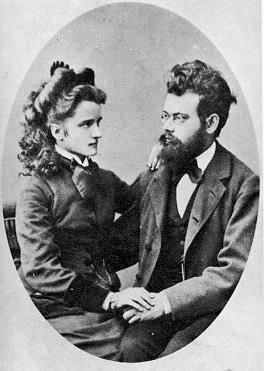
Boltzmann w wieku 31 lat, z żoną Henriette, 1875 rok

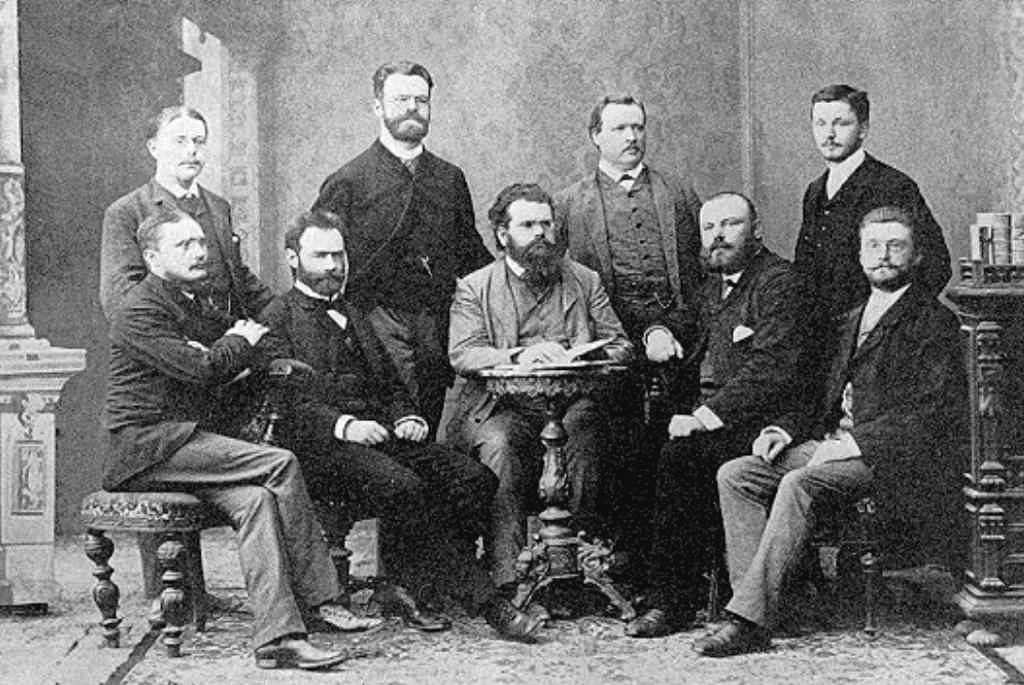
33-letni Boltzmann wraz ze współpracownikami w Grazu, 1887 rok

Określił związek między termodynamiką a mechaniką statystyczną. Wyprowadził równanie transportu, znane jako równanie Boltzmanna. Za pomocą założenia o chaosie molekularnym, tj. braku korelacji między prędkościami zderzających się cząstek gazu (tzw. Stosszahlansatz), otrzymał z tego równanie, tzw. twierdzenie H (czytaj: twierdzenie eta), dotyczące wzrostu entropii. Podał interpretację statystyczną II zasady termodynamiki.
Wprowadził on stałą fizyczną pojawiająca się w równaniach określających rozkłady energii molekuł, nazwaną na jego cześć stałą Boltzmanna.
W 1884 sformułował teoretycznie prawo promieniowania ciał o danej temperaturze (prawo Stefana-Boltzmanna).
Boltzmann był współzałożycielem Austriackiego Towarzystwa Matematycznego (Österreichische Mathematische Gesellschaft) w 1903 roku. Żywo interesował się filozofią, prowadził nawet wykłady z filozofii, które cieszyły się ogromną popularnością wśród studentów.

## Upamiętnienie
W 1975 roku zaczęto przyznawać nagrodę Boltzmann Medal, nazwaną na cześć wybitnego fizyka. Otrzymują ją fizycy i matematycy, którzy wnieśli największy wkład w rozwój fizyki statystycznej.
W 1960 roku powstała austriacka sieć specjalistycznych instytutów badawczych, niezależnych od uniwersytetów, nazwana na cześć uczonego Ludwig Boltzmann Gesellschaft (LBG, Ludwig Boltzmann Society).